# Afzelia africana
Afzelia africana ist eine Pflanzenart in der Familie der Hülsenfrüchtler (Fabaceae). Das Areal dieser Baumart erstreckt sich in den sudanischen Savannen und Trockenwälder, vom Senegal über Kamerun bis hin nach Uganda und Tansania. Sie ist auf der Roten Liste der IUCN in der Kategorie VU (vulnerable), also als gefährdet, geführt.

## Beschreibung
Afzelia africana ist ein großer. laubabwerfender Baum, der Wuchshöhen von meist bis zu 15 seltener bis zu 30 Meter oder mehr erreicht. Der Stammdurchmesser erreicht gut 50–150 Zentimeter oder mehr und es können Brettwurzeln ausgebildet sein. Die graue Borke ist rissig und schuppig. Der Baum führt ein aromatisches Harz.
Die bis zu 32 cm langen Laubblätter sind wechselständig angeordnet und paarig gefiedert, mit 3 bis 7 Paaren gegenständigen Fiederblättchen. Der Blattstiel ist 0,5 bis 1,5 cm lang. Die ganzrandigen, kurz gestielten und kahlen Blättchen sind 5 bis 15 cm lang und 3 bis 9 cm breit. Sie sind eiförmig bis verkehrt-eiförmig oder elliptisch und abgerundet bis spitz. Die Nebenblätter sind im unteren Teil mit der Rhachis verwachsen, die oberen Teile sind abfallend.
Der endständige, rispige Blütenstand weist eine Länge von etwa 20 cm auf. Die zygomorphen, zwittrigen und gestielten  Blüten erinnern im Duft an Jasmin. Der Blütenstiel sitzt an einem „Gelenk“ am unteren Stielstück (Peduncle, Floriferis), die kleinen Vorblätter sind abfallend.
Die ungleichen, bootförmigen Kelchblätter sind behaart, die zwei äußeren sind 6 bis 9 mm lang und 5 bis 7 mm breit, die zwei inneren sind 7 bis 11 mm lang und 6 bis 10 mm breit. Es ist ein kleiner Blütenbecher ausgebildet. Das große und lang genagelte Kronblatt mit zweilappiger Platte ist 1,1 bis 2 cm lang, weiß oder grünlich-weiß, mit einem rötlichen Fleck, die anderen 4 Kronblätter sind nur sehr klein. Es sind 7 fertile Staubblätter mit schwach behaarten Staubfäden und 2 kleinere Staminodien vorhanden. Der gestielte, längliche und mittelständige, gynophore Fruchtknoten und der lange, umgebogene Griffel im unteren Bereich, sind leicht behaart.
Die zur Reife braunen, abgeplatteten, länglichen bis bauchigen, kahlen und holzigen Hülsenfrüchte sind 12 bis 18 cm lang, 5 bis 8 cm breit und 3,5 cm dick. Sie enthalten 6 bis 12 schwarze, giftige, ellipsoide und glatte Samen, die eine Länge von 1,6 bis 3 cm, einen Durchmesser von 1,1 bis 2,1 cm und einen orangefarbenen, essbaren, becherförmigen Arillus aufweisen.

## Nutzung
Das termitenresistente Holz wird unter den Namen Lingué, Doussié, Apa, Chanfuta oder Afzelia als Parkettholz verkauft, für Möbel, Trommeln (Djembé) und Haushaltsgegenstände genutzt. Die Rinde findet als Fischgift Verwendung, die Blätter als Viehfutter und die Blüten als Saucengewürz. Außerdem gibt es zahlreiche medizinische und magisch-religiöse Verwendungen.